# Edmond Ploix
Pour les articles homonymes, voir Ploix.
Alexandre Edmond Ploix, né le 3 août 1830 à Versailles et décédé le 20 août 1879 à Paris VIIe, est un ingénieur hydrographe de la marine nationale.

## Biographie
Edmond Ploix entre à l'École polytechnique en 1850 et entre dans le corps des ingénieurs hydrographes comme élève hydrographe en octobre 1852. Il prendre part, à diverses missions hydrographiques sur les côtes de France, sur celles d'Italie et dans le détroit de Gibraltar. Sous-ingénieur hydrographe en 1855.
En 1857, Ploix est mis à la disposition de l'amiral Charles Rigault de Genouilly et suit la division navale dans l'expédition militaire contre la Chine. Les canonnières de l'expédition franco-britannique forcèrent l'entrée défendue par les forts de Taku et remontèrent la Hai He (appelé Pei-Ho par les Européens) jusqu'à Tianjin. Le 20 mai 1858, Ploix se distingue en sondant le chenal de la rivière, indiquant la route aux marins lorsqu'ils forcèrent ces passes dangereuses. Cette conduite valut à Edmond Ploix, alors âgé de 28 ans, la croix d'officier de la Légion d'honneur. Ploix, nommé quelques années plus tard ingénieur hydrographe de 2e classe, fut choisi pour diriger la reconnaissance hydrographique de la Guadeloupe. Edmond Ploix fut chargé, en 1875, d'étudier les abords de Boulogne en vue des projets de port à exécuter dans ces parages.

## Travaux
- Reconnaissances hydrographiques du détroit de Gibraltar et des côtes du Maroc.
- Plan du mouillage de Sinope, levé en 1854, lire en ligne sur Gallica
- Carte des côtes de Cochinchine et du Tonkin reconnues en septembre 1857 à bord du Catina, lire en ligne sur Gallica.
- Carte générale de la Guadeloupe levée en 1867-68-69 par M.M. Edmon Ploix, ingénieur hydrographe de la Marine et Caspari, sous-ingénieur hydrographe, 1875.
- Plan de l'embouchure de la Seine (environs du Havre) levé en 1875, par M. X. Estignard, assisté de MM E. Ploix, Hatt et Caspari, 1878, lire en ligne sur Gallica.
- Pilote de la Guadeloupe, Paris : Imprimerie nationale, 1875 [lire en ligne]

## Source
- Discours prononcé sur la tombe de M. Edmond Ploix, le 22 août 1879 par Mr L.Gaussin (ingénieur hydrographe), impr. de Cerf et fils (Versailles),1879 sur Gallica